# ニューヨーク州の歴史
ニューヨーク州の歴史（ニューヨークしゅうのれきし、英:History of New York）では、主に現在のアメリカ合衆国ニューヨーク州に、ヨーロッパ人が植民地を建設し始めてからの歴史を概説する。ニューヨーク州、通称エンパイア・ステートは、17世紀に交易のための植民地としてオランダ共和国が最初にニューネーデルラントを設立して以来、アメリカの政治、金融、産業、交通および文化の中心であり続けた。この植民地がイングランド王国に奪われ、アメリカ独立戦争でイギリスから独立を勝ち取って最終的に現在のアメリカ合衆国の一部となった。

## 初期の歴史

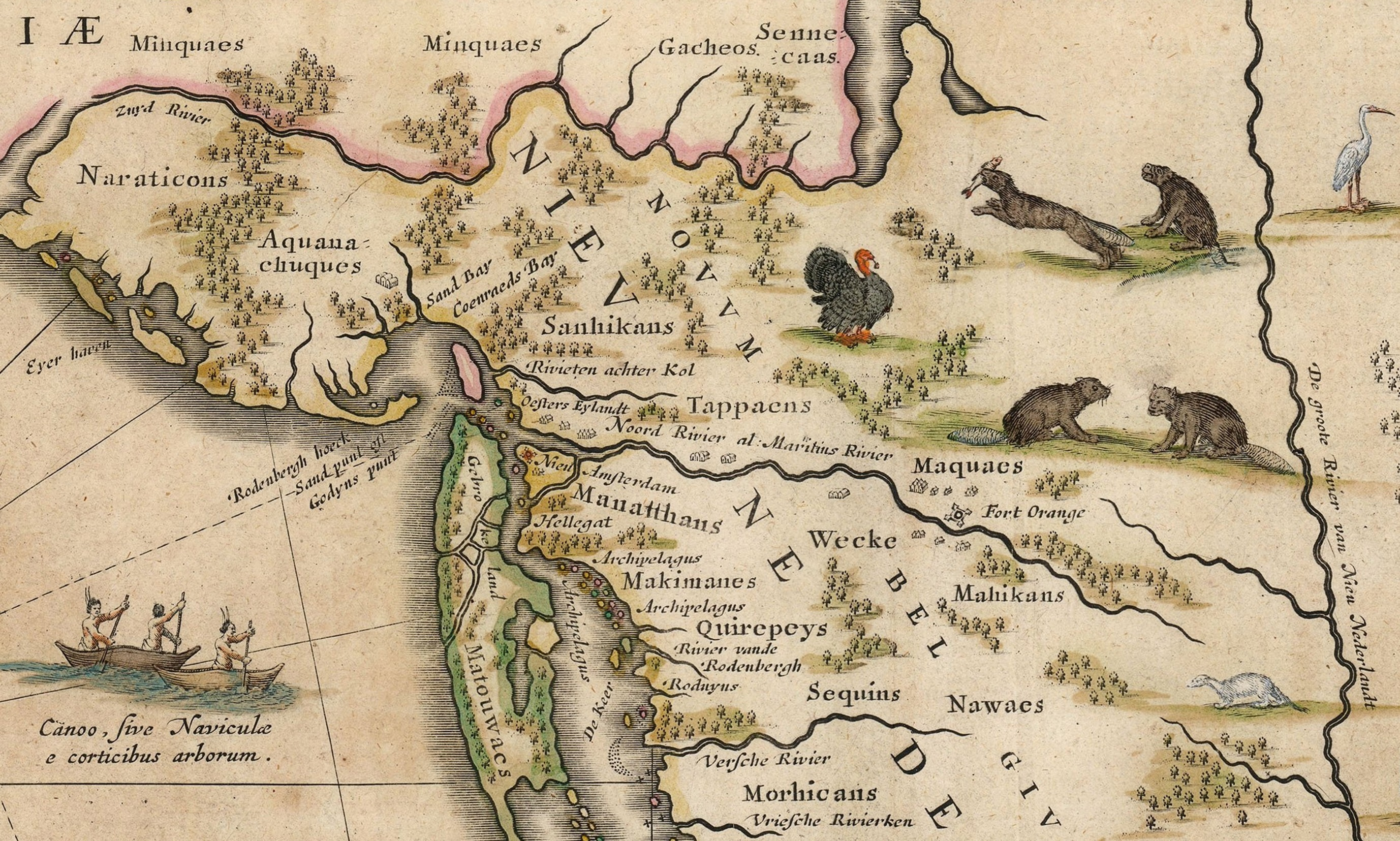
ハドソン川渓谷の初期オランダ地図。1634年頃（北が右になっている）

ニューヨーク西部は、ヨーロッパ人が到来する少なくとも500年前からイロコイ連邦の6種族が住んでいた。イロコイ族はセネカ湖とカユガ湖の間の地域を草原として維持し、草食のアメリカバイソンの群れなど野生の狩猟対象動物が豊富だった。植民地時代、イロコイ族はトウモロコシ、野菜および果樹を栽培し、牛や豚を飼育して繁栄していた。魚も豊富だった。
現在のニューヨーク市周辺の南部は長い間レナペ族が住んでいた。1524年、初めてニューヨーク港に入ったヨーロッパ人探検家ジョバンニ・ダ・ヴェラッツァーノはカヌーに乗ったレナペ族と出逢った。ヴェラッツァーノはこの地域をフランス王フランソワ1世に敬意を表して「ヌーベル・アングレーム」と名付けた。フランス人探検家で地図制作者、サミュエル・ド・シャンプランは1608年にニューヨークを探検した記録を残した。

### ニューヨーク植民地
1663年、ヨーク公ジェームズが1635年にスターリング伯に与えられていたニューイングランドのロングアイランドや他の島々の特許を購入した。翌年ヨーク公は武装遠征隊を派遣してニューアムステルダムを占領し、それ以降この地域はヨーク公の名に因んでニューヨーク植民地と呼ばれた。この征服は1667年7月のブレダ条約で確認された。1673年7月、オランダ艦隊がニューヨークを再奪取したが、1674年2月のウェストミンスター条約でイギリスに戻された。
ニューヨーク植民地は1664年の植民地憲章で設立された。ニューヨーク植民地憲章は西方への拡張について制限を設けないとしていたが、その地域には先住民族が住んでいた。マサチューセッツ湾植民地の憲章にも同じ条項があり、植民地とイロコイ族の間に領土紛争が引き起こされた。ニューネーデルラントの南西部には別にニュージャージー植民地が創設され、またさらに南西部にはペンシルベニア植民地が設けられた。
モホーク川上流からエリー湖にかけて広大な土地があり、そこにはイロコイ族が数少なく住んでおり、植民地人にとっては実質的に未知の土地だった。マサチューセッツとニューヨークの植民地憲章はどちらも、西方への無限の拡張を認めていたので、この土地への領有権主張が論争となった。ハドソン渓谷やモホーク渓谷にいた元々のオランダ人開拓者とニューヨーク東部で急速に増えつつあったイギリス人との間に多くの緊張関係もあり、ドイツ人達もモホーク地区で開拓地を設立しつつあった。

## アメリカ独立戦争
パトリオット（愛国者）の組織「自由の息子達」は印紙法やその後の耐え難き諸法に続く1760年代と1770年代にニューヨークで活動し、イギリス軍と衝突してゴールデンヒルの戦いで頂点となり、リバティポールを巡る長引く小競り合いとなった。13植民地の心を同じくする人々を協力させるために1774年にパトリオットによって通信委員会が創設され、以前の法律で否定されたイギリス人としての権利やイギリスの議会に代表権が無いことについて、その考えるところを要求した。通信委員会はニューヨーク植民地議会の創設に繋がり、1775年までにイギリスの統治機関と実質的に交代した。ニューヨーク植民地議会は第二次大陸会議に代表を送り、その場で独立について全会一致で可決した、ニューヨーク邦は1776年7月9日に創設された。その後間もなく、陰謀探査撲滅のための委員会が恒久的に作られ、独立派に対して敵と分かった者あるいは疑いの有る者の告発を認める多くの法を成立させた。その市民権が取り消され、財産が没収された後で、多くの者はイギリス軍が支配している地域に逃避地を求めた。1777年、ニューヨーク邦はその住民に厳密な忠誠の誓いを要求し、これを拒んだ者はイギリス軍が支配するニューヨーク市に追放された。ニューヨーク植民地議会は1777年ニューヨーク憲法の採択により邦政府に置き換えられた。
タイコンデロガ砦の占領によって、1775年のボストン包囲戦からイギリスのボストン明け渡しを強制するための大砲と弾薬を手に入れた。また不成功に終わったが1775年のカナダ侵攻作戦に向けての地盤となった。独立宣言後、アメリカ独立戦争で最初の大きな会戦、かつこの戦争で最大の戦いは1776年のニューヨークで行われたロングアイランドの戦い（別名、ブルックリンの戦い）だった。この年には他にもシャンプレーン湖でバルカー島の戦いが行われた。ジョージ・ワシントン将軍の大陸軍がマンハッタン島から撤退し、その後イギリス軍はニューヨーク市を戦争の残り期間北アメリカでの作戦の軍事と政治の拠点とした。その結果、ニューヨーク市はワシントンの情報網にとって注意すべき中心にもなった。ウォールアバウト湾の悪名高き監獄船HMSジャージーでは、独立戦争の戦闘を全て合わせたよりも多くのアメリカ人戦闘員が国際的無視の中で死んだ。1777年のサラトガの戦いでイギリス軍主要部隊が大陸軍に捕獲されたのはこの戦争で2回有ったイギリス軍降伏の初回のものであり、イギリス軍のカナダ方面軍とニューヨーク市の軍隊との結合を妨げ、フランスをして独立推進側に同盟を決断させることになった。1780年、ベネディクト・アーノルドはニューヨークのウェストポイント砦をイギリス軍に渡そうとして失敗した。これが成功すればイギリス軍がハドソン渓谷を支配できるところだった。1783年のパリ条約に従い、13植民地におけるイギリス当局の最後の痕跡となっていたニューヨーク市の軍隊が1783年に離れ、その日は長く開放の日として祝われることになった。
独立戦争の間、イロコイ連邦の4種族はイギリス軍に付いて戦い、オナイダ族とタスカローラ族が例外だった。1779年、ジョン・サリバン少将がイロコイ族を討伐するために派遣された。サリバン遠征隊はフィンガー湖群やジェネシー・カントリーを通って北へ進軍し、イロコイ族の集落をすべて焼き、穀物や果樹園を破壊した。逃亡民はナイアガラ砦に逃げ、次の冬を飢えと惨めさの中で過ごした。何百という者達が寒さ、飢えおよび病気で死んだ。戦後多くの者はカナダに移住した。そこに居ようと居まいと大半が戦後に土地を失った。買収された土地の中には個々の種族によって現在も領有権主張の対象になっているところがある。

## 建国初期：1783年-1820年
サリバンの隊員はその方面作戦からペンシルベニアやニューイングランドに戻ってこの新しい領土の莫大な豊かさについて語った。彼等の多くは独立戦争への従軍に感謝するために土地特許を与えられた。1786年から1797年の間に豊かな土地の投機家集団が幾つかが互いにあるいは隣接する州と、さらには先住民族と協定を結び、ニューヨーク州西部の広大な土地の権利を取得した。イロコイ族の土地を買収したものの中には6種族の中の個々の種族によって現在も多くの領有権主張の対象になっているところがある。
イギリス軍を倒すために協力し、特にバレーフォージでワシントン軍を援助したオナイダ族の場合には、大統領となったワシントンがモホーク渓谷を訪れ、カナンダイグァ条約に調印した。この条約は数ある中でもペンシルベニアからカナダに至る大きな帯状の土地をオナイダ族に約束するものだった。この条約は1800年代半ばにニューヨーク州によって侵犯された。このことも現在の土地所有権論争の元になっている。
アメリカ独立戦争が終わった後で、ニューヨーク市のアイザック・シアーズ達が自由の息子達を復活させた。1784年3月、彼等は大群衆を招集して、5月1日から州内に残っているロイヤリスト（イギリス王党派）の追放を要求した。自由の息子達は1784年12月の選挙で十分な議席を獲得し、ロイヤリスト懲罰法を法制化させた。この法律は、1786年に名指しでは罰せられなかったロイヤリストが州内に戻ることを許されるまで有効だった。1788年にはロイヤリストの財産没収が停止され、1792年には名指しで罰せられた者も以前に没収された財産について争わないという条件で、州内に戻ることを許された。
アレクサンダー・ハミルトンが指導したニューヨーク州は、激しい議論の後で、1788年7月26日にアメリカ合衆国憲法を批准し、ニューヨーク州は合衆国第11番目の州となり、ニューヨーク市は連邦の首都となった（1790年まで）。

### ニューヨーク州北部の開拓
1791年、アメリカ独立戦争中に商人として裕福になったアレックス・バーレット (1748 - 1831)が、ニューヨーク州北部の3,670,715エーカー (14,855 km2)の土地を1エーカー当たり20セントで購入した。この土地はセントローレンス川に沿い、オンタリオ湖の東部に位置し、サウザンド諸島を含み、10の大きな郡区に分けられた。現在の行政区分ではルイス郡、ジェファーソン郡、セントローレンス郡、およびフランクリン郡となる。またハーキマー郡とオスウェゴ郡の一部もこの購入範囲にあった。この土地が郡区と街区に分けられ売りに出された。

## エリー運河

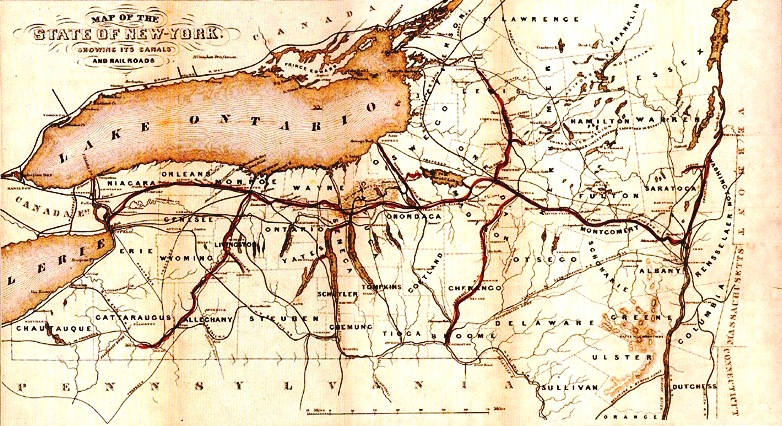
1853年の運河地図。エリー運河以外の支線も入っている。

当時の道路はお粗末なものであり、しばしばぬかるみ、轍ができ、狭かった。道路を維持する「幹線道路部局」も無く、私有地を横切っていたり、土地所有者がイギリスの例に倣って通行料を取っていたりした。エリー運河以前のニューヨーク州北部湖岸の平原は春から秋にかけて蛇や蚊の多い湿地であり、通行は不可能だった。西へ旅する人は南のフィラデルフィアやボルティモアからサスケハナ川北支流を遡り、現在のコーニングやエルマイラに至り、次にカニステオ川を遡ってアレゲニー郡で東部大陸分水界を横切ってアークポート（アーク、すなわち底の浅いボートに因んで名付けられた）に進み、そこからアレゲニー川を下ってペンシルベニア州ピッツバーグに、さらにオハイオ川を下ってミシシッピ川という経路を取った。
小さな荷馬車で運べる物量は限られており、1日当たりの進度は数マイルに過ぎなかった。概して速度の速い船はハドソン川をオールバニまで容易に航行できたもののそこまでだった。モホーク川がニューヨーク州中央を通る経路だったが、その途中に早瀬や滝があるために、カヌーや小さな平底船（障害があるところでは陸路を担いで進んだ）でのみ可能だった。1807年以来、運河を建設する話が多く出ていた。デウィット・クリントン知事が主たる提唱者になり、1817年にハドソン川とエリー湖（そこからさらに五大湖の他の部分へ）を繋ぐ運河の最初の部分が使われ始めた。モホーク川の早瀬を迂回させる容易な場所がまず建設された。後に荒野を突き抜ける部分が建設されたが、これにはアイルランド移民が多く労働者として使われた。
当時は反対の声もあり、この運河は「クリントンのどぶ」とかさらに悪くは「クリントンの愚行」と嘲られたが、最終的に1825年に完成した。公式の祝賀行事として、沿線で祝砲が撃たれ、クリントン知事は「水の結婚式」としてエリー湖の水をニューヨーク港に厳かに注いだ。エリー運河は天才の快挙であることが分かり、ニューイングランド、ニューヨーク州およびヨーロッパから合衆国中部や西部に開拓者が流れ込んだ。オハイオ州やミシガン州に行く者もいた。この運河は、以前地形的障害だったアパラチア山脈の西に入植するための最初の重要な経路となった。ニューヨーク州北部の農家や製造業者はその製品を船で容易に大市場でさらに成長しているニューヨーク市やその先まで送り出すことができた。この運河でニューヨーク州内を横切る旅程は数週間から数日に減った。荷を運ぶ費用もあっという間に下がった。
現在のエリー運河はもはや重要な交易ルートではない（鉄道や幹線道路に置き換えられた）が、州内の中心的商業地帯を明確にしている。港湾市バッファロー、ロックポート（ここでは運河が石灰岩の尾根を抜ける）、ジェネシー川沿いの製粉所の町で美しい「花の都市」ロチェスターさらに多くの小さな都市がその成長と恐らくは存在までもエリー運河に負っている。接続する運河がオンタリオ湖やさらに大きなフィンガー湖群に向けても建設された。エリー運河の成功は、その後に合衆国北部中に他の運河の建設を促すことになった。

## エンパイアステートの工業化：1820年-1920年

### 南北戦争以前
ニューヨーク州北部は「バーンドオーバー・ディストリクト」、すなわち信仰復興論者チャールズ・グランディソン・フィニーに代表される熱心な信仰と改革運動の地帯だった。
2つの宗派が現れた。セブンスデー・アドベンチスト教会と末日聖徒イエス・キリスト教会だった。慈悲深い改革運動（日曜学校と孤児院の設立）、テンペランス集団（アルコール消費の廃止）、反奴隷制団体、および女性の権利獲得運動が1825年から1860年のニューヨーク州北部で熱烈な支持を得た。集団生活における社会実験としてオナイダやスカニアトレスでユートピア社会が現れた。最も有名になったのはオールバニ近くのシェーカー教徒の村だった。歴史家アリス・フェルト・タイラーはこれを「改革の発酵」と言った。
同じ頃、ニューヨーク州北部は輸送革命、農業革命、産業革命および都市革命までもその端緒にあった。有料道路、運河および鉄道は東部の都市と西部の市場を繋いだ。特に重要だったのがオールバニからバッファローに至る経路であり、セネカ有料道路（1803年）、エリー運河（1825年）およびニューヨーク・セントラル鉄道（1853年）と結ばれた。農業では、ニューヨーク州の農地が元は大半がハウデノソーニー族の故郷だったが、国内でも最も生産性の高い場所だった。フィンガー湖群から西のジェネシー郡はその格別の穀物生産性によって国のパン籠（穀倉地帯）と呼ばれた。トロイ・コホーズ、ユーティカの西のサンクォート・クリーク、オスウェゴ、セネカフォールズおよびロチェスターのような要所では、川の急流が大きな工業地帯に動力を供給した。都市の成長という点では、ニューヨーク州の都市は国の他地域の都市と共に1820年から1860年に急速に成長し、その速度はアメリカ史の他の時代を凌いだ。
これら経済的可能性の拡大と共に人々（アフリカ系アメリカ人や多くの異なる経歴をもつヨーロッパ系アメリカ人を含む）がニューヨーク州北部に雪崩れ込んだ。彼等は幾つかの異なる文化的背景を持つものであり、すなわちニューイングランドのヤンキー、ニューヨーク州東部のオランダ人やヨーカー、ペンシルベニア州からのドイツ人やスコットランド系アイルランド人およびイングランドやアイルランドからの移民だった。ニューヨーク州北部は多くの異なる経歴を持つ人々が急速に同じ地域に移動し、不安定な発言者の組合せや劇的な新しい運動を生んだ。

### 南北戦争
ニューヨーク州はいかなる戦場にもならなかったが、北軍の戦争遂行への関与は大きなものだった。

#### 徴兵暴動
「ニューヨーク徴兵暴動」（1863年7月11日-16日、当時「徴兵週間」と言われた）は、ニューヨーク市での暴力を伴う騒擾であり、進行する南北戦争で戦う男性を徴兵するために連邦議会が成立させた新法に対する不満が高まった結果だった。この暴動は南北戦争を別にすればアメリカ史の中でも最大の市民反乱だった。エイブラハム・リンカーン大統領は民兵数個連隊と志願兵部隊をニューヨーク市管制のために派遣した。暴徒は数千人に達し、多くはアイルランド系アメリカ人だった。同じ頃に他の都市でも小規模の暴動が起こったのである。

### 金ぴか時代
南北戦争後、鉄道が支配的な輸送機関になった。ただし、蒸気船や運河用船舶のの運航も増え続けた。議会を制していた共和党は後援組織の問題を巡って辛辣な派閥に分かれ、一方ニューヨーク市の民主党はタマニーホール（政治マシン）が公的資金を盗用する仕組みを完成させた。移民と経済成長が続き、都市に人口の過半が集まる時代になった。

### 進歩主義の時代
セオドア・ルーズベルト、チャールズ・エヴァンズ・ヒューズおよびアル・スミスがニューヨーク州知事を務め、ニューヨーク州は進歩主義の時代に大きな役割を果たした。

### 研究
- Eisenstadt, Peter, Laura-Eve Moss, and Carole F. Huxley, eds. The Encyclopedia Of New York State (2005) 1900 pages of articles by experts.
- Ellis, David M., James A. Frost, Harold C. Syrett, and Harry J. Carman. A History of New York State. Rev. ed. Cornell University Press, 1967.
- Ellis, David M., James A. Frost, and William B. Fink. New York: The Empire State . 4th ed. Prentice-Hall, 1975.
- Flick, Alexander C. (ed.). History of the State of New York. 10 vol, 1933?37
- Hedrick, U.P. A History of Agriculture in the State of New York (1983)
- Jackson, Kenneth T. ed, The Encyclopedia of New York City (1995)
- Klein, Milton M., ed. The Empire State: A History of New York. Cornell University Press, 2001. the latest scholarly overview
- Thompson, J. H. ed., The Geography of New York State (rev. ed. 1977);

### 1820年以前
- Becker, Carl Becker. The History of Political Parties in the Province of New York, 1760-1776. (1909).
- Bonomi, Patricia U.  A Factious People: Politics and Society in Colonial New York. 1971.
- Countryman, Edward.  A People In Revolution: The American Revolution and Political Society in New York, 1760-1790. 1981.
- DePauw,  Linda.  The Eleventh Pillar: New York State and the Federal Constitution. Cornell Univ. Press, 1966.
- Fox, Dixon Ryan. The Decline of the Aristocracy in the Politics of New York. Columbia Univ. Press, 1919.
- Kammen, Michael. Colonial New York: A History. 1975.
- Kenney, Alice P. Stubborn for Liberty: The Dutch in New York.Syracuse University Press, 1975.
- Kim, Sung Bok, Landlord and Tennant in Colonial New York: Manorial Society 1664-1775 (1978)
- McManus, Edgar J - A History of Negro Slavery in New York (1966)
- Spaulding, E. Wilder.  New York in the Critical Period, 1781-1789.  Columbia Univ. Press, 1932.
- Young, Alfred FE.  The Democratic Republicans of New York: The Origins, 1763-1797. U. of North Carolina Press, 1967.

### 1820年-1920年
- Martin Bruegel. Farm, Shop, Landing: The Rise of a Market Society in the Hudson Valley, 1780-1860 (2002)
- Cross, Whitney R. The Burned Over District: The Social and Intellectual History of Enthusiastic Religion in Western New York, 1800-1850 (1950)
- Kaminski, John P. George Clinton: Yeoman Politician of the New Republic (1993)
- Niven, John. Martin Van Buren: The Romantic Age of American Politics (1983)
- Shaw, Ronald E. Erie Water West : a history of the Erie Canal, 1792-1854. (University of Kentucky Press, 1966)
- Van Dusen, Glyndon, William Henry Seward (1967)
- Yellowitz, Irwin. Labor and the Progressive Movement in New York State, 1897-1916. [1965].

### 1920年-2006年
- Bellush, Bernard; Franklin D. Roosevelt as Governor of New York (1955) online
- Connery, Robert H. and Gerald Benjamin. Governing New York State: The Rockefeller Years, (1974) online.
- Davis Kenneth S. FDR: The New York Years, 1928-1933. 1979.
- Galie, Peter J.; Ordered Liberty: A Constitutional History of New York (1996)
- Gallagher, Jay. The Politics of Decline, A Chronicle of New York's Descent and What You Can Do To Save Your State (2005), conservative critique
- Ingalls, Robert P. Herbert H. Lehman and New York's Little New Deal (1975)
- Liebschutz, Sarah F., Robert W. Bailey, Jeffrey M. Stonecash, Joseph F. Zimmerman, and Jane Shapiro Zacek; New York Politics & Government: Competition and Compassion (1998) textbook online
- McClelland, Peter D., and Alan L. Magdovitz, Crisis in the Making: The Political Economy of New York State since 1945 (1981)
- McElvaine Robert S. Mario Cuomo: A Biography. 1988.
- Marlin, George J. Squandered Opportunities: New York's Pataki Years (2006) by Conservative party activist
- Moscow Warren. Politics in the Empire State. 1948.
- Munger Frank J., and Ralph A. Straitz. New York Politics. 1960.
- Mumpower, Jeryl L., and Warren F. Ilchman, New York State in the Year 2000 (1988)
- New York State Writers' Program; New York: A Guide to the Empire State (1940) famous guidebook by WPA online
- Pecorella, Robert F., and Jeffrey M. Stonecash. Governing New York State (2006)
- Slayton, Robert A. Empire Statesman: The Rise and Redemption of Al Smith (2001)
- Smith, Richard Norton. Thomas E. Dewey and His Times. 1982,
- Stonecash, Jeffrey M., John K. White, and Peter W. Colby, eds., Governing New York State (1994)
- Thompson, John Henry. The Geography of New York State (1977)
- Zeller, Belle; Pressure Politics in New York: A Study of Group Representation before the Legislature (1937) online